# 久保野恵美子
久保野 恵美子（くぼの えみこ、1971年 - ）は、日本の法学者。専門は民法。東北大学大学院法学研究科教授。

## 略歴
- 1994年3月 - 東京大学法学部第1類（私法コース）卒業
- 1994年4月 - 東京大学大学院法学政治学研究科助手（〜1997年9月）
- 1997年9月 - 成蹊大学法学部講師（〜2000年3月）
- 2000年4月 - 成蹊大学法学部助教授（〜2001年8月）
- 2001年9月 - 東北大学大学院法学研究科助教授（〜2009年3月）
- 2003年4月 - ブルネル大学法と子供と家族センター客員研究員（〜2005年3月）
- 2007年4月 - 東北大学大学院法学研究科准教授（〜2011年11月）
- 2011年12月 - 東北大学大学院法学研究科教授
- 2014年10月 - 日本私法学会監事（〜2020年10月）
- 2017年10月 - 厚生労働省社会保障審議会児童部会委員
- 2021年3月 - 法務省法制審議会家族法制部会幹事

## 著作

### 共編
- （樋口範雄、神作裕之、大塚正民 、角紀代恵 、織田有基子）『イギリスとジャージー島の信託』（財団法人トラスト60、2004年3月）
- （辻村みよ子、河上正二、水野紀子（編））『男女共同参画のために―政策提言』（東北大学出版会、2008年1月）
- （大村敦志、河上正二、窪田充見、水野紀子（編著））『比較家族法研究』商事法務、2012年3月）
- （磯谷文明、町野朔、水野紀子、岩瀬徹、柑本美和、浜田真樹、藤田香織）『児童福祉法・児童虐待防止法：実務コンメンタール』（有斐閣、2020年12月）

### 論文
- 「離婚・別居と子の監護」（内田貴、大村敦志（編）『民法の争点』有斐閣、2007年9月）
- 「女性の再婚禁止期間の合憲性（最大判平成27・12・16）」（水野紀子、大村敦志（編）『民法判例百選Ⅲ 親族・相続（第2版）』（有斐閣、2018年3月）
- 「親権者の懲戒権への家庭裁判所の関与について」（論究ジュリスト、2020年2月）